# Jüdische Gemeinde Großlangheim
Die Jüdische Gemeinde Großlangheim war eine Israelitische Kultusgemeinde im heutigen Markt Großlangheim im unterfränkischen Landkreis Kitzingen. Jüdische Einwohner sind für Großlangheim seit dem 15. Jahrhundert nachgewiesen, im 18. Jahrhundert etablierte sich eine eigene Gemeinde.

## Geschichte

### Die jüdische Gemeinde etabliert sich (bis 1933)
Laut einer Sage geht die Stiftung der Antoniuskapelle im Ort auf den Konflikt mit einem Großlangheimer jüdischen Glaubens zurück. Somit wären bereits im 14. Jahrhundert Juden im Dorf anzutreffen gewesen. Um 1450 sind erstmals gesicherte Nachrichten überliefert. Samuel Jud und Fysthley Jud werden als Einwohner in „Lanckheim“ erwähnt. Ob beide im heutigen Groß- oder im benachbarten Kleinlangheim lebten, ist allerdings ungeklärt.
Eine weitere Erzählung von 1562 hat den Juden Jakob zum Thema. Er war Untertan des Deutschen Ordens im Ort Großlangheim. Allerdings hielt er die strengen Bekleidungsvorschriften für Juden nicht ein. Daraufhin sperrte die Dorfherrschaft Jakob in den Turm. Nach seiner Freilassung zog er vor das Reichskammergericht und erhielt Recht: Fortan durfte er nicht mehr von den Behörden des Hochstifts Würzburg belangt werden. 
Die Großlangheimer Juden zogen im Jahr 1578 „ohne Geleit und gelbe Ringlein (...)“ herum und nutzten so das Urteil des Gerichts aus. Das Hochstift wollte dieses Verhalten nicht dulden und sperrte den Juden Jakob 1589 wiederum ein. Er blieb 20 Wochen und 3 Tage im Turm, ehe das Reichsgericht wiederum für ihn entschied. Jakob erhielt 83 Gulden Schadensersatz und durfte fortan auf die Bekleidungsvorschriften verzichten.
Noch 1590 bestand die jüdische Gemeinde in Großlangheim. 1675 saßen insgesamt sechs jüdische Familien im Ort. Im 18. Jahrhundert wurde ein Salomon Low erwähnt. Er verließ im Jahr 1749 Großlangheim und wanderte nach England aus. Nachdem im Jahr 1759 mehrere Husareneinfälle die Gemeinde trafen, führte man zwei Juden als Geiseln nach Kitzingen ab. Sie konnten beide wieder unversehrt befreit werden. 
Mit der Etablierung der sogenannten Matrikelplätze im Königreich Bayern erhielt Großlangheim 13 jüdische Familien, die dauerhaft im Ort wohnen durften. Unter anderem siedelte sich die Familie Fromm in Großlangheim an, aus der später der Psychoanalytiker Erich Fromm hervorgehen sollte. Im Jahr 1817 war der Lehrer Abraham Seligmann als jüdischer Gelehrter in dem Ort. Um 1830 wurde der Gemeinde ein Antrag auf die Einrichtung einer eigenen Schule und einer Synagoge gewährt.
Die Großlangheimer Juden wurden auf dem Jüdischen Friedhof in Rödelsee beigesetzt. Die Verstorbenen wurden bis zum Ortsausgang von der Gemeinde begleitet. Die örtliche Feuerwehr, im 19. Jahrhundert gegründet, wurde von den Juden mit gefördert. Viele Gründungsmitglieder waren jüdischen Glaubens. Die Euphorie des Ersten Weltkriegs erfasste auch in Großlangheim die Juden. Der Gefreite Karl Fromm starb noch im Jahr 1918 im Krieg und wurde auf dem Gefallenendenkmal in der Ortsmitte verewigt.

### Während des Nationalsozialismus (1933–1942)
Unmittelbar nach der Machtergreifung der Nationalsozialisten im Jahr 1933 verkehrten die Dorfbewohner noch selbstverständlich mit den Juden im Dorf. Der Gemeindepfarrer Reitz begann sogar noch von der Kanzel herab die jüdischen Mitbürger zu verteidigen und geriet hierüber immer wieder in Konflikt mit der Geheimen Staatspolizei. Noch 1936 beklagte der Regierungspräsident von Unterfranken die militärischen Ehren, die ein jüdischer Frontkämpfer des Ersten Weltkrieges bei seiner Beerdigung erhielt.
Im Jahr 1937 verließen insgesamt sieben Großlangheimer jüdischen Glaubens das Dorf und siedelten sich in Würzburg, Bingen am Rhein und Stuttgart an. Während der Novemberpogrome des Jahres 1938 wollten SA-Männer die Synagoge anzünden, allerdings schritt die Feuerwehr ein, weil sie Angst hatte, dass das Feuer auf andere Gebäude überspringen könnte. Das Gotteshaus wurde dennoch entweiht; die Thorarollen wurden an ein Fahrrad gehängt und durch die Straßen geschleift.
Zwei jüdische Männer wurden im Zuge der Pogrome ins KZ Dachau gebracht. Im Jahr 1939 wurde Moses Sonn mit einem Sauwägelchen nach Kitzingen gefahren. Anfang des Jahres 1942 wohnten noch vier Juden im Ort. Zwei deportierte man im März 1942 über Würzburg nach Izbica, während die anderen beiden im September 1942 ins Ghetto Theresienstadt kamen. Die Synagoge wurde noch 1945 als Lazarett genutzt, ehe man sie zum örtlichen Feuerwehrhaus umwandelte. Heute ist sie Teil des Gemeindehauses.

## Gemeindeentwicklung
Die Kultusgemeinde war ab dem Jahr 1839 dem bayerischen Distriktsrabbinat Kitzingen zugeordnet.
| Jahr | Mitglieder | Jahr | Mitglieder | Jahr | Mitglieder | Jahr | Mitglieder | Jahr | Mitglieder | Jahr | Mitglieder | Jahr | Mitglieder |
| ---- | ---------- | ---- | ---------- | ---- | ---------- | ---- | ---------- | ---- | ---------- | ---- | ---------- | ---- | ---------- |
| 1814 | 65         | 1837 | 70         | 1867 | 64         | 1880 | 49         | 1900 | 37         | 1910 | 23         | 1933 | 13         |